# Nimnica
Nimnica (in ungherese Nemőc) è un comune della Slovacchia facente parte del distretto di Púchov, nella regione di Trenčín.